# Dryope (Thessalie)
Pour les articles homonymes, voir Dryope.
Ne doit pas être confondu avec Dryope (mère de Pan).

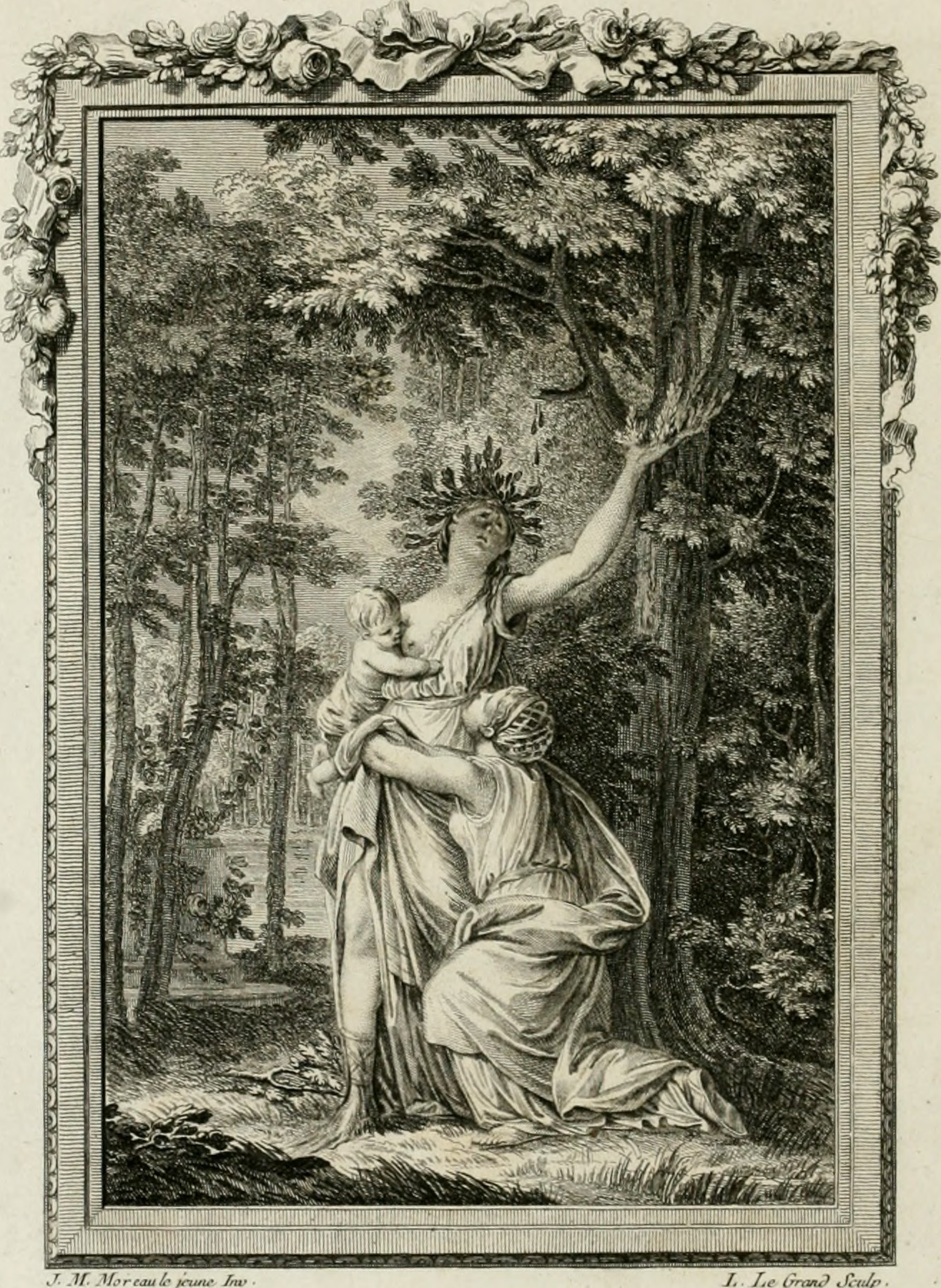
Gravure illustrant la métamorphose de Dryopé dans une édition bilingue des Métamorphoses en 1767.

Dans la mythologie grecque, Dryope  (en grec ancien Δρυοπη / Dryopê) est une princesse aimée d'Apollon. Mariée à Andrémon, elle est la mère d'Amphissos.

## Mythe
D'après Antoninus Liberalis, elle est fille de Dryops, roi d'Œta. Très liée avec les hamadryades, un jour qu'elle joue avec elles, elle est remarquée par Apollon, qui se transforme en tortue pour approcher le groupe. Alors que Dryope se saisit de la tortue, Apollon prend la forme d'un serpent, l'enserre et s'accouple avec elle, effrayant les nymphes qui prennent la fuite. Honteuse, Dryope ne révèle rien à ses parents et est mariée peu après avec Andrémon, puis donne naissance à Amphissos, fils d'Apollon. Par la suite, elle est changée en peuplier par les Hamadryades, devenant une de leurs semblables.
Le récit d'Ovide est assez différent : demi-sœur d'Iole « sœur » (et donc fille d'Eurytos, roi d'Œchalie), elle se rend avec son fils près d'un lac pour en honorer les nymphes. Mais après avoir cueilli quelques fleurs de lotos et les avoir vus saigner du sang de Lotis, elle est changée en arbre sous les yeux des siens. Dryopé a été métamorphosée en arbre par[Quoi ?] ses anciennes compagnes (les nymphes hamadryades.)

## Sources
- Antoninus Liberalis, Métamorphoses [détail des éditions] (XXXII).
- Ovide, Métamorphoses [détail des éditions] [lire en ligne] (IX, 324-393).